# روزشمار جنگ ایران و عراق
روزشمار جنگ ایران و عراق مجموعه کتاب‌هایی است که به تاریخ جنگ ایران و عراق می‌پردازد.

## جوایز
یکی از جلدهای این مجموعه به‌قلم علیرضا لطف اله زادگان و ایرج همتی است که در سال ۱۳۹۶ منتشر و در مراسم کتاب سال جمهوری اسلامی ایران به‌عنوان کتاب برگزیده معرفی شد.